# Chingale de Tete
Chingale de Tete is een Mozambikaanse voetbalploeg uit Tete.
Na een derde plaats in 1999 kwalificeerde de club zich voor de CAF Cup, maar kreeg daar over twee wedstrijden 11 goals om de oren van Etoile Sahel.